# Saoud Al-Khater
Saoud Al-Khater (właśc. Saoud Mubarak Al Khater; ar. سعود الخاطر; ur. 9 kwietnia 1991) – katarski piłkarz, występujący na pozycji bramkarza w katarskim klubie Al-Wakrah SC oraz w reprezentacji Kataru. Uczestnik Pucharu Azji 2023.

## Statystyki

### Klubowe
Na podstawie:
| Klub         | Sezonów | Liga               | Liga  | Liga   | Puchar krajowy | Puchar krajowy | Kontynentalne | Kontynentalne | Suma  | Suma   |
| Klub         | Sezonów | Liga               | Mecze | Bramki | Mecze          | Bramki         | Mecze         | Bramki        | Mecze | Bramki |
| ------------ | ------- | ------------------ | ----- | ------ | -------------- | -------------- | ------------- | ------------- | ----- | ------ |
| Al-Wakrah SC | 2       | Qatar Stars League | 19    | 0      | 0              | 0              | –             | –             | 19    | 0      |
| El Jaish SC  | 3       | Qatar Stars League | 37    | 0      | 1              | 0              | 3             | 0             | 38    | 0      |
| Al-Duhail SC | –       | Qatar Stars League | 0     | 0      | 0              | 0              | –             | –             | 0     | 0      |
| Ar-Rajjan SC | 1       | Qatar Stars League | 5     | 0      | 7              | 0              | 0             | 0             | 12    | 0      |
| Al-Sailiya   | 1       | Qatar Stars League | 21    | 0      | 0              | 0              | –             | –             | 21    | 0      |
| Al-Wakrah SC | 5       | Qatar Stars League | 76    | 0      | 13             | 0              | –             | –             | 89    | 0      |
|              | Łącznie | Łącznie            | 158   | 0      | 21             | 0              | 3             | 0             | 182   | 0      |

### Reprezentacyjne
Na podstawie:
| Występy w reprezentacji | Występy w reprezentacji | Występy w reprezentacji | Występy w reprezentacji | Występy w reprezentacji | Występy w reprezentacji | Występy w reprezentacji | Występy w reprezentacji | Występy w reprezentacji |
| Lp.                     | Data                    | Miasto                  | Przeciwnik              | Wynik                   | Czas                    | Gole                    | Inne                    | Rozgrywki               |
| ----------------------- | ----------------------- | ----------------------- | ----------------------- | ----------------------- | ----------------------- | ----------------------- | ----------------------- | ----------------------- |
| 1.                      | 21.12.2013              | Doha                    | Bahrajn                 | 1:1 (0:1)               | 1'–46'                  |                         |                         | mecz towarzyski         |
| 2.                      | 25.12.2013              | Doha                    | Palestyna               | 1:0 (0:0)               | 1'–90'                  |                         |                         | Mistrzostwa WAFF        |
| 3.                      | 31.12.2013              | Doha                    | Arabia Saudyjska        | 4:1 (1:1)               | 1'–90'                  |                         |                         | Mistrzostwa WAFF        |
| 4.                      | 04.01.2014              | Doha                    | Kuwejt                  | 3:0 (0:0)               | 1'–90'                  |                         |                         | Mistrzostwa WAFF        |
| 5.                      | 07.01.2014              | Doha                    | Jordania                | 2:0 (0:0)               | 1'–90'                  |                         |                         | Mistrzostwa WAFF        |

## Sukcesy
Na podstawie:
Brak ważniejszych osiągnięć.